# Geratshofen (Landsberg am Lech)
Geratshofen ist ein Stadtteil von Landsberg am Lech im gleichnamigen oberbayerischen Landkreis.

## Geografie
Die Einöde Geratshofen liegt südlich von Landsberg am Lech auf halbem Weg zwischen Ellighofen und Unterdießen am Wiesbach.

## Geschichte
Geratshofen wird erstmals 1457 als Geroldshofen genannt, der Ortsname leitet sich vom Personennamen Gerold ab.

## Segelfluggelände
Direkt östlich der Einöde befindet sich das Segelfluggelände Geratshof.